# Maven项目
Maven项目（Project Maven）是美国国防部的一项为无人驾驶飞行器提供人工智能技术的秘密计划。该项目旨在利用机器学习和工程技术来区分无人机视频中的人和物体，以便为政府提供实时战场指挥和控制能力，能够在无人干预的情况下跟踪、标记并监视目标。该项目最初由罗伯特·O·沃克（Robert O. Work）主导，他对中国在军事领域应用新兴技术表示担忧。据报道，五角大楼的开发工作并未扩展到作为可自主瞄准并攻击目标的人工智能（AI）武器系统。该项目于2017年4月26日由美国国防部副部长通过备忘录确立，也被称为“算法化战争跨职能团队”。2017年11月，美国空军中将杰克·沙纳汉（Jack Shanahan）表示，该项目是“为整个国防部点燃人工智能火焰的试点项目、探索者和催化剂”。项目负责人、美国海军陆战队上校德鲁·库克（Drew Cukor）表示：“人类和计算机将协同工作，以提升武器系统检测物体的能力”。该项目也被澳大利亚的伊恩·兰福德（Ian Langford）等盟友关注，因为它能够通过无人机和卫星上的传感器数据来识别对手。在2017年7月举行的第二届Defense One科技峰会上，库克还提到，国防部通过“快速采购权力”拨款资助了该项目的“有条理的工作流程”，预计为期约36个月。
谷歌员工，包括梅雷迪斯·惠特克（Meredith Whittaker），曾因谷歌参与该项目而举行抗议活动。 在员工抗议之后，谷歌选择不再与五角大楼续签改项目合同。随后，该项目由Palantir接手。批评者警告，这项技术可能催生出能够自主决定攻击目标的武器系统，从而减少人工干预的必要性。
2022年，美国国家地理空间情报局接管了Maven项目。